# Wendell White
Wendell Derek White (Carson, 3 settembre 1984) è un ex cestista statunitense, professionista nella NBDL e in Asia.